# Лотов, Константин Владимирович
Константин Владимирович Лотов (род. 22 февраля 1971, Новосибирск) — российский физик-теоретик. Доктор физико-математических наук (2006), профессор на кафедрах физики плазмы, общей физики и теоретической физики физического факультета Новосибирского государственного университета (2007), профессор РАН (2018).
Специалист в области физики плазмы и новых методов ускорения частиц. Он внёс вклад в исследования взаимодействия ультрарелятивистских пучков заряженных частиц с плазмой и развитие плазменных методов ускорения частиц высоких энергий. Участвует в международном эксперимента AWAKE в составе группы ИЯФ СО РАН, которая отвечает за теорию.
Автор и соавтор около 80 научных публикаций. Имеет более 1800 цитирований своих работ, опубликованных в реферируемых журналах. Индекс Хирша (2021 год) — 22.

## Биография
К. В. Лотов родился 22 февраля 1971 года в Новосибирске в семье служащих. В 1993 году он окончил физический факультет Новосибирского государственного университета по специальности «Физика». Начиная с 1993 года, Лотов работал в Институте ядерной физики СО РАН, пройдя путь от стажёра-исследователя до ведущего научного сотрудника. Параллельно с 1994 года он преподавал в НГУ, где последовательно занимал должности ассистента, доцента и профессора (2007) на кафедрах физики плазмы, общей физики и теоретической физики.  Читает курсы «Физика сплошных сред», «Механика и теория относительности» и спецкурсы «Волны в плазме», «Физика плазмы», «Введение в физику плазмы».
Лотов защитил кандидатскую диссертацию в 1997 году на тему «Взаимодействие ультрарелятивистского электронного пучка с плазмой в схемах кильватерного ускорения» и докторскую диссертацию в 2006 году на тему «Динамика электронного пучка и плазмы в схемах кильватерного ускорения».
В 2018 году избран профессором РАН по Отделению физических наук.

## Научный вклад
Его основные научные достижения включают детальное теоретическое исследование кильватерного ускорения с раскачкой плазменной волны ультрарелятивистскими сгустками частиц, получение теоретических результатов по взаимодействию длинного ультрарелятивистского пучка заряженных частиц с плазмой, предложение оригинального способа подавления дифракции в лазерном кильватерном ускорителе, исследование плазменной компенсации эффектов встречи в коллайдерах, разработку уникального комплекса программ для численного моделирования кильватерного ускорения, обоснование физического проекта эксперимента по кильватерному ускорению на базе инжекционного комплекса ВЭПП-5, публикацию ряда работ по свойствам blowout-режима кильватерного ускорения и предложение (в соавторстве) концепции использования протонов в качестве драйвера.
В разные годы он был председателем Совета молодых ученых ИЯФ СО РАН (1999—2004) и секретарем кафедры физики плазмы НГУ (1994—2005).

### LCODE
Разработал программу LCODE для численного исследования долговременной динамики пучков заряженных частиц высокой энергии в плазме.